# Speleomantes ambrosii
Speleomantes ambrosii (tên tiếng Anh: Ambrosi's Cave Salamander, French Cave Salamander, hoặc Spezia Cave Salamander) là một loài kỳ giông trong họ Plethodontidae.
Nó là loài đặc hữu của Ý.

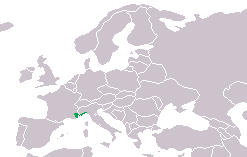
Dải phân bố của Speleomantes ambrosii

Các môi trường sống tự nhiên của chúng là các khu rừng ôn hòa, vùng nhiều đá, hang, và chỗ ở ngầm dưới đất (không hẳn là hang).
Nó bị đe dọa do mất môi trường sống.